# November (Juli-Lied)
November ist ein Lied der deutschen Band Juli. Es erschien im September 2004 auf ihrem ersten Album Es ist Juli und wurde im November 2005 in limitierter Auflage als Single ausgekoppelt.

## Entstehung
November gehörte zu den ersten deutschsprachigen Stücken, die die Band schrieb, nachdem sie sich im Jahr 2001 für einen Neuanfang mit deutschen Texten entschieden hatte. Wie die meisten Titel des Albums, das am 20. September 2004 erschien, wurde das Lied mit Musikproduzent Olaf Opal im Mohrmann-Studio in Bochum aufgenommen.

## Veröffentlichung
Am 2. Mai 2005 veröffentlichte die Band einen J.U.L.I. Remix (3:08) des Liedes auf der Single Regen und Meer. Schließlich wurde November am 11. November 2005, etwa zu der Zeit, als die Bandmitglieder mit den Arbeiten an ihrem zweiten Album Ein neuer Tag begannen, als fünfte und letzte Single aus Es ist Juli ausgekoppelt. Die Single war dabei auf 6000 durchnummerierte Exemplare limitiert; sie galt zudem als reine Radiosingle, für die die Band keine Promoauftritte absolvierte und kein Musikvideo drehte. Es erschien ausschließlich eine 2-Track-Version mit der Radioversion zu November und der B-Seite Tage wie dieser (Folk-Step-N.O.H.A. Remix).

## Mitwirkende
| Liedproduktion - Eva Briegel: Gesang - Andreas „Dedi“ Herde: Bass - Jonas Pfetzing: Gitarre - Simon Triebel: Gitarre - Marcel Römer: Schlagzeug - Dave Anderson: Keyboard - Ingmar Süberkrüb: Streicherarrangement - Olaf Opal: Produktion, Abmischung - Kai Blankenberg, Skyline Studio, Düsseldorf: Mastering - Oli Zülch: Engineering - Philip Noha, Jochen Eickenberg: Remix (Tage wie dieser) | Unternehmen - Universal Music Domestic Division: Musiklabel - Island Records: Musiklabel - EMI Music Publishing: Musikverlag - Miraphon Management: Künstlermanagement - Mohrmann-Studio, Bochum: Tonstudio - Eikes grafischer Hort: Artwork |

## Chartplatzierungen
In den deutschen Singlecharts stieg der Titel am 25. November 2005 auf Platz 47 ein, was zugleich seine höchste Chartplatzierung darstellte, und hielt sich acht Wochen lang bis Januar 2006 in den Charts. Damit konnten sich alle fünf Singleauskopplungen aus Es ist Juli in den deutschen Top 50 platzieren. In Österreich und in der Schweiz erreichte das Lied keine Chartnotierung.
| ChartsChartplatzierungen | Höchstplatzierung | Wochen |
| ------------------------ | ----------------- | ------ |
| Deutschland (GfK)        | 49 (8 Wo.)        | 8      |